# Erik Enge (skådespelare)
Erik Sune Enge, tidigare Lönngren, född 25 juli 1996 i Stockholm, är en finländsk-svensk film- och TV-skådespelare. Han började sin karriär i Ulrika Bengts filmer Iris och Lärjungen samt i TV-serien Bron. Enges verkliga genombrott var rollen i Tigrar (2021), som baserar sig på Martin Bengtssons självbiografi. Enge har blivit prisbelönad för sin roll i Rom och i Göteborg, och han fick också en Guldbaggenominering.
Enge föddes i Stockholm, men hans familj flyttade till Åland när han var ett par månader. Hans moder är ålänning och pappan är riksvensk. Omkring 2020 tog han sin farmors flicknamn.
Vid Guldbaggegalan 2022 nominerades han till utmärkelsen för bästa huvudroll för sin insats i Tigrar.

### Artiklar
- Slotte, Malin (18 december 2021). ”Lärjungen som blev en tiger”. Hufvudstadsbladet:  s. 24–25. http://www.hbl.fi/artikel/erik-enge-ar-larjungen-som-blev-tiger/.